# Universität Aleppo

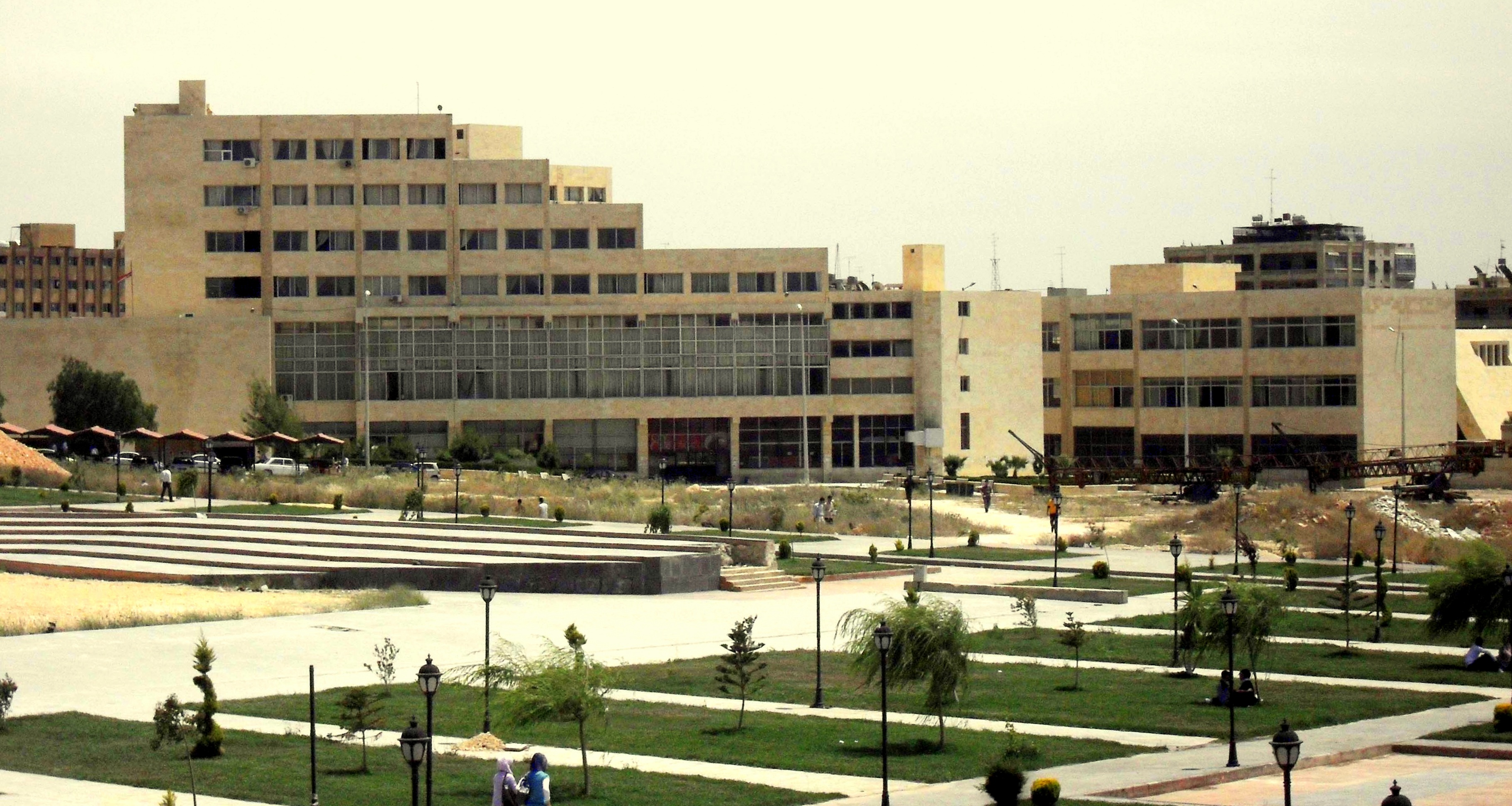
Aleppo University, Faculty of Arts and Humanities (2011)

Die Universität Aleppo (arabisch جامعة حلب, DMG Ǧāmiʿat Ḥalab) ist eine 1958 gegründete, staatliche Universität in der syrischen Stadt Aleppo mit über 60.000 Studenten vor dem Bürgerkrieg.

## Geschichte

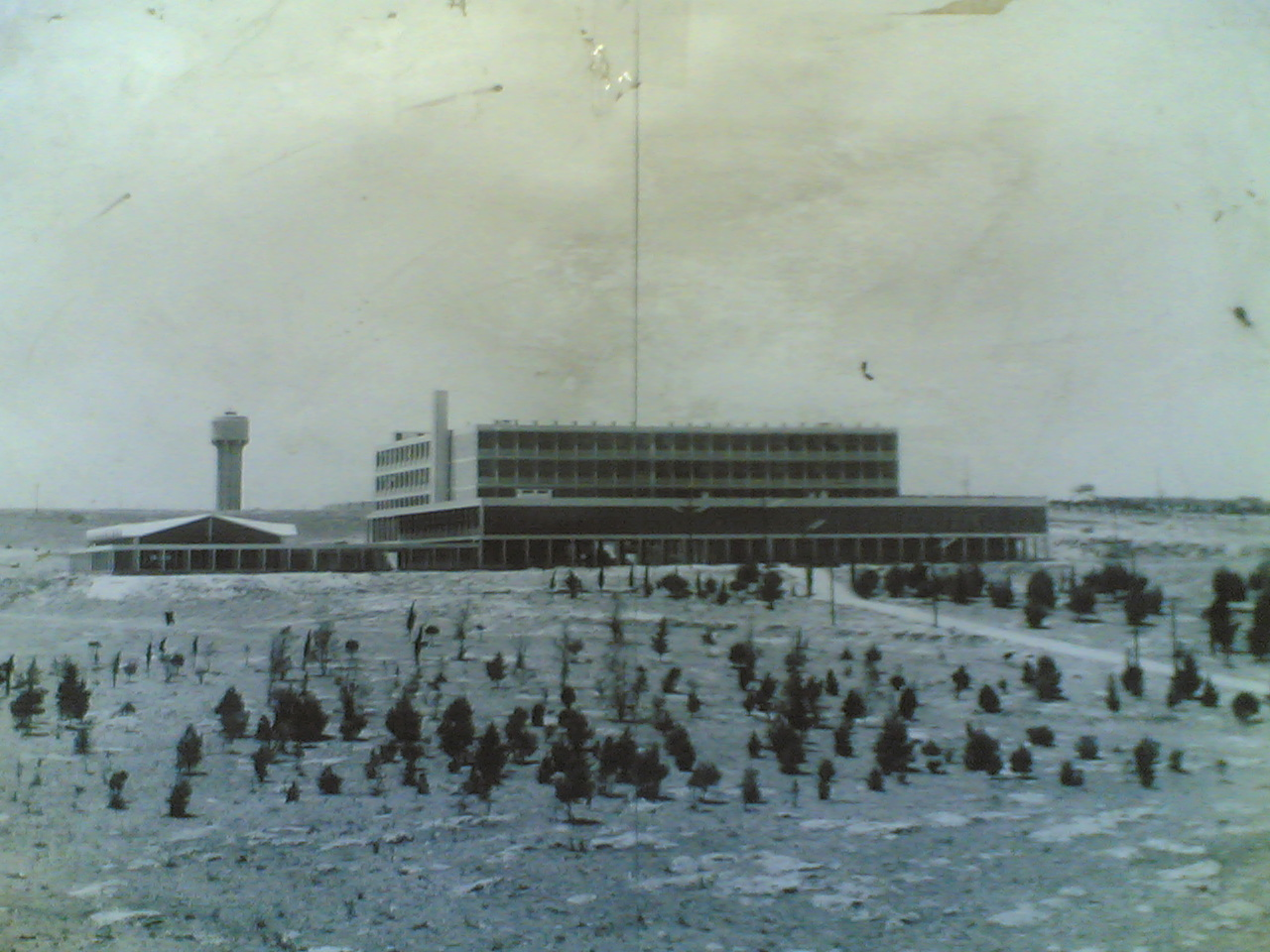
Aleppo University (1960)

Die Hochschule geht auf eine 1946 gegründete Fakultät für Bauingenieurwesen zurück, welche damals noch Teil der Syrischen Universität war. Nach der Unabhängigkeit Syriens baute die Regierung das Universitätswesen aus und diese Fakultät wurde zusammen mit einer erweiterten Fakultäten für Agrarwissenschaften Teil der neuentstandenen Universität Aleppo. Rektor der Universität war ab 1979 Prof. Mohamed Ali Huriah.
Im Bürgerkrieg in Syrien ab 2011 sind am 15. Januar 2013 bei einem Bombenanschlag 82 Menschen getötet und 160 verletzt worden. Dabei wurde die Fassade des Gebäudes stark beschädigt. Die beiden Explosionen ereigneten sich zwischen den Studentenwohnheimen und der Fakultät für Architektur.

## Fakultäten
Heute besteht die Universität aus folgenden Fakultäten:
- Fakultät für Bauingenieurwesen (seit 1958, Architektur seit 1983)
- Fakultät für Agrarwissenschaften (seit 1960)
- Fakultät für Rechtswissenschaften (seit 1960)
- Fakultät für Humanwissenschaften (seit 1966)
- Fakultät für Wirtschaftswissenschaften (seit 1966)
- Fakultät für Medizin (seit 1967)
- Fakultät für Moderne Sprachen (seit 1966)
- Fakultät für Naturwissenschaften (seit 1967)
- Fakultät für Veterinärmedizin (seit 1969) in Hama
- Institut für Wissenschaftliches Arabisches Erbe (seit 1976, Scharia seit 2006)
- Fakultät für Zahnmedizin (seit 1979)
- Fakultät für Elektrotechnik und Elektronik (seit 1982)
- Fakultät für Maschinenbau  (seit 1983)
- Fakultät für Pharmazie (seit 1991)
- Fakultät für Pädagogik (seit 1997)
- Fakultät für Informatik (seit 2000)
- Fakultät für Umwelttechnologien (seit 2002)
- Fakultät für Fine Arts (seit 2006)
- Fakultät für Pflege (seit 2007)
- Fakultät für Verwaltungswissenschaften (seit 2011)